# جائزة إيمي
جائزة الإيمي (بالإنجليزية: Emmy Award)‏ هي جائزة أمريكية تمنح للمسلسلات والبرامج التلفزيونية المختلفة، أنشئت عام 1949، وهي المقابل لجائزة الأوسكار ولكن وفي حين أن جوائز الأوسكار تقتصر على الإنتاج السينمائي فإن الإيمي تختص في قطاع الإنتاج التلفزيوني.
تنظم الجائزة الأكاديمية الدولية للفنون والعلوم التليفزيونية، وهي منظمة تتألف من وسائل الإعلام وشخصيات رائدة تنتمي لأكثر من 50 بلداً و500 شركة من جميع القطاعات التليفزيونية حول العالم.

## التاريخ
الجائزة قدمتها للمرة الأولى أكاديمية فنون وعلوم التلفزيون التي أنشئت عام 1946 بعد شهر واحد من ميلاد شبكة التلفزيون الأمريكية. وقدمت الإيمي للمرة الأولى عام 1949 كجائزة للإنتاجات التلفزيونية المميزة المنتجة محلياً في لوس أنجلوس مقر الأكاديمية كنوع من الترويج لأكاديمية وأعمالها المختصة بدعم الإنتاج التلفزيوني وتطويره. وأول من تسلم الجائزة في أول حفل ليدخل التاريخ كانت مقدمة البرامج والشخصية التلفزيونية الشهيرة وقتها شيرلي دينسديل. في الخمسينات تم تعميم الجائزة لمجمل الإنتاجات التلفزيونية على مستوى الدولة. وفي 1955 أنشئت الأكاديمية الوطنية لفنون وعلوم التلفزيون لتتخذ من نيويورك مقراً لها وتقوم بذات أعمال الأكاديمية الأم لكن على مستوى الساحل الشرقي للبلاد

### الجوائز الرياضية
يتم عرض حفل توزيع جوائز إيمي الرياضة للتميز في البرامج الرياضية. حفل توزيع الجوائز يقام كل ربيع، وعادة في وقت ما خلال الاسبوعين الماضيين في أبريل أو في الأسبوع الأول من شهر مايو، ويقام في ليلة الاثنين في مدينة نيويورك.
ويتم التصويت من قبل لجنة تحكيم النظراء وتلتمس أي شخص مع خبرة كبيرة في إنتاج الرياضة الوطنية للعمل كقضاة. ويتم تنظيم لوحات بحيث لديهم سوى ممثل واحد من كل كيان اعتباري (أي.سي بي اس كوربوريشن، ديزني، إن بي سي العالمية، فوكس، تايم وارنر الخ)

## تمثال الجائزة
تم تصميم تمثال إيمي الصغير، الذي يصور امرأة مجنحة تحمل ذرة، من قبل مهندس التلفزيون لويس ماكمانوس، الذي استخدم زوجته كنموذج. رفضت أكاديمية فنون وعلوم التلفزيون سبعة وأربعين اقتراحًا قبل أن تستقر على تصميم ماكمانوس في عام 1948. وأصبح التمثال الصغير منذ ذلك الحين رمزًا لهدف أكاديمية التلفزيون المتمثل في دعم ورفع مستوى فن وعلم التلفزيون: تمثل الأجنحة مصدر إلهام الفن؛ والذرة رمزاً للعلم.
عند تحديد اسم للجائزة، اقترح سيد كاسيدي، مؤسس أكاديمية فنون وعلوم التلفزيون، في الأصل «آيك»، الاسم المستعار لأنبوب منظار الأيقونات للتلفزيون. ومع ذلك، كان «آيك» أيضًا اللقب الشائع لبطل الحرب العالمية الثانية والرئيس الأمريكي المستقبلي دوايت دي أيزنهاور، وأراد أعضاء الأكاديمية أسماً فريدًا. أخيرًا، اقترح مهندس التلفزيون ورئيس الأكاديمية الثالث هاري لوبكي اسم «إيمي»، وهو مصطلح شائع الاستخدام لوصف أنبوب تقويم الصورة المستخدم في الكاميرات المبكرة. بعد اختيار «إيمي»، تم تأنيثها لاحقًا إلى إيمي لتتناسب مع تمثالها الأنثوي.
يختلف وزن وأبعاد تمثال إيمي باختلاف الحدث. يزن كل تمثال من جائزة الإيمي برايم تايم الصغير ستة أرطال واثني عشر أوقية ونصف (3.08 كجم)، وهو مصنوع من النحاس والنيكل والفضة والذهب. يبلغ طول التمثال 15.5 بوصة (39 سم) ويبلغ قطر القاعدة 7.5 بوصة (19 سم) ووزنه 88 أونصة (2.5 كجم). يبلغ طول تمثال جائزة إيمي الإقليمية 11.5 بوصة (29 سم) وقطرها الأساسي 5.5 بوصة (14 سم) ووزنه 48 أونصة (1.4 كجم). يستغرق صنع كل منها خمس ساعات ونصف ويتم التعامل معها بقفازات بيضاء لمنع بصمات الأصابع. تم تصنيع التماثيل بواسطة شركة ر. أوينز وشركاه ومقرها شيكاغو، إلينوي، والتي تم تكليفها أيضًا بتصنيع تماثيل جائزة الأوسكار حتى عام 2016، عندما تحولت أكاديمية فنون وعلوم الصور المتحركة إلى شركة بوليش تاليكس في والدن، نيويورك.

## النقد
انتقد بعض المدافعين عن المساواة بين الجنسين الفصل بين فئات التمثيل للذكور والإناث في جوائز إيمي وجوائز الأوسكار وجوائز توني. على الرغم من أن بعض المعلقين قلقون من أن التمييز بين الجنسين قد يتسبب في هيمنة الرجال على الفئات غير المعزولة، إلا أن الفئات الأخرى غير منفصلة. أصبحت جائزة غرامي محايدة من حيث النوع الاجتماعي في عام 2012، في حين قدمت جوائز إيمي داي تايم أحد الفنانين الشباب المتميزين في فئة سلسلة الدراما في عام 2019 ليحل محل فئتي الممثل والممثلات الأصغر سناً.

## وصلات خارجية
- الموقع الرسمي لجوائز الإيمي نسخة محفوظة 4 يناير 2014 على موقع واي باك مشين.
- جائزة إيمي على موقع الموسوعة البريطانية (الإنجليزية)